# Humberto Tomeo Coudures de Lanne
Humberto Tomeo (Montevideo, 5 de mayo de 1933-ib, 20 de enero de 1996) nacido como Humberto Tabaré Tomeo Coudures de Lanne, fue un pintor, collagista, ilustrador de libros, escenógrafo, diseñador gráfico, profesor y divulgador de arte nacional uruguayo.

## Biografía
Ingresó en 1954 la Escuela Nacional de Bellas Artes, asistiendo a los cursos de grabado litográfico de Adolfo Pastor y de dibujo y pintura de Vicente Martín. Egresó cuatro años después. En 1955 a través de un concurso empezó sus estudios en  el Instituto de Profesores Artigas (IPA), donde se formó como profesor de dibujo. De esta etapa rescataba la enseñanza de docentes como Florio Parpagnoli, Fernando García Esteban y Felipe Seade. En el IPA fue profesor agregado de las materias Composición y Metodología y Didáctica de la Enseñanza del dibujo.

Exposición de trabajos de estudiantes de enseñanza media

Elsa Lira Gaiero - Humberto Tomeo

En 1956, antes de egresar del IPA, empezó a enseñar dibujo en enseñanza media. Junto a otros docentes formó la Asociación de Profesores de Dibujo de Enseñanza Media. La misma publicó el boletín APEM (Artes Plásticas en la  Enseñanza media) entre 1964 y 1968. La última etapa de la publicación se llamó Artes Visuales en la enseñanza media, un cambio de nombre que revela una mirada a las artes plásticas que involucraba otros estudios visuales: cine, fotografía, televisión, etc.  La Asociación nucleó docentes de enseñanza primaria y media preocupados por la enseñanza de las artes plásticas, cuestionadores de una enseñanza vinculada al dibujo académico. Entre sus influencias más importantes se destacan educadores como John Dewey, los movimientos de educación por el arte promovidos por Herbert Read y toda la experiencia de la pedagogía de la Bauhaus. El colectivo realizó exposiciones de trabajos de alumnos y de docentes. En esos años Tomeo fue uno de los promotores junto a Luis Dentone de la serie de diapositivas de El Pez de Plata, cuyo logotipo creó. El Pez de Plata publicó varias series de diapositivas dedicadas a la difusión del arte uruguayo.

Afiche exposición Instituto General Electric.

Junto a su esposa, la escritora y poetisa Elsa Lira Gaiero (1932) realizó una serie de libros dedicados a educación en enseñanza primaria aprobados por el Consejo de Enseñanza Primaria y editados por Barreiro y Ramos. Para primer año: Caracolcol (1969); segundo año: Conoces a Piolita (1966); tercer año: Mi libro tercero (1968). Ilustró libros de poesía infantil de Elsa L. Gaiero: El cancionero del duende verde (1966, Comunidad del Sur) y Los versos de la Tía Paca y cinco cuentos  (1992, Editorial Amauta).
Durante más de diez años se desempeñó como escenógrafo y diseñador de programas teatrales, en el ámbito del teatro independiente. En ese período formó parte del grupo Títeres del Sol, un colectivo que realizaba obras para niños. También se vinculó a las primeras ediciones de la Feria Nacional de Libros, Grabados, Dibujos y Artesanías, realizando el afiche de la segunda edición (1961). Junto a Carvallo y Bocage, compañeros en la realización de escenografías, realizó el diseño de los estands en la Feria. En los años cincuenta y sesenta frecuentó la Bienal de São Paulo y comenzó la escritura de crónicas y notas periodísticas sobre artes plásticas. 
Entre 1974 y 1980 dirigió  junto a su hermana Ana Tomeo la colección de serigrafías de Ediciones del Trébol, serie que publicaba obras de artistas uruguayos.
Como artista plástico trabajó con la técnica del collage en diversos formatos, que lo condujeron a “extremos de sutil refinamiento”. Su primera exposición fue en 1959 en el Museo de San José, invitado por Edgardo Ribeiro. Esa primera etapa de su obra culmina en 1968, siempre dedicado al collage, la obra de esa etapa se caracteriza por los grandes formatos. Desde 1985 vuelve a exponer su obra inicialmente en Galería Aramayo y en diversas galerías de arte en Uruguay y el exterior. En 1985 el crítico Roberto de Espada comentaba de su exposición en Galería Aramayo: “… En la actual aparece potenciada al máximo su tendencia al refinamiento intimista que crea atmósferas sutiles, sugestivas y poéticas en formatos diminutos que obligan al espectador a un estrecho contacto con las obras con la finalidad de desentrañar sus múltiples secretos y atractivos.”  
Póstumamente, en 1996, se realizó una muestra retrospectiva de su obra en el Museo de Arte Contemporáneo, organizada por Enrique Gómez y Pilar González.
En 1968 abandonó la docencia. Entre 1970 y 1996 dirigió una empresa de Recursos Humanos, llamada Comunicaciones Ltda., manteniendo su actividad como artista  plástico.

## Obras
- El árbol de Navidad. Dibujos de niños y adolescentes - 1964
- Educación y diseño industrial - 1964.[8]
- Anotaciones para una educación estética actualizada - 1966
- Educación artística para niños y adolescentes - 1969

Serigrafía de Ediciones del Trébol. Poesía de Elsa L. Gaiero.